# Манастир Свете Петке Изворске
Манастир Свете Петке Изворске у Извору код Параћина је настао у другој половини 14. века, највероватније као задужбина неког од тзв. монаха Синаита. Првобитна црква, тролисне основе, била је највећа у том крају после оних у Раваници и Сисојевцу, али је свој данашњи изглед, у већој мери, добила током прве половине 18. век. Делимични конзерваторски радови на цркви су обављени крајем осме деценије 20. века и обухватили су кров, фасаду, куполе и капелицу манастирске цркве. Током Другог светског рата, у манастиру Свете Петке су биле смештене српске избеглице које су напустиле просторе тадашње НДХа. Манастир је данас активан женски манастир и припада епархији браничевској Српске православне цркве. У његовом склопу, данас функционише и болница, за смештај особа ометених у развоју. Старешина манастира је игуманија Марија Чеперковић.
Манастир Свете Петке се налази под заштитом Републике Србије, као споменик културе од великог значаја, у склопу заштићене споменичке целине Петрушка област.

## Историја
Манастир у Извору се први пут помиње у отоманском дефтеру из 1516. године. Током прве половине 18. века, манастирска црква је доживела велику обнову. Зид који одваја нартекс од наоса је пробијен, сводови у унутрашњости цркве су поново направљени, обновљена је осмострана купола над наосом и направљена још једна над нартексом. Последњу обнову, црква је доживела у 19. веку и том приликом јој је дозидан параклис са куполом, на јужној страни.
Једна од специфичности цркве је постојање три прозора на олтарској апсиди, што је ретка појава. Детаљна истраживања саме грађевине нису у целини обављена, тако да није могуће са сигурношћу рећи до које мере је очувана средњовековна црква, али се претпоставља да су зидови, до нивоа лукова и сводова, били део првобитне цркве. Од декоративне пластике, очувани су само мали делови, попут фрагмената двоструког преплета, али је најзначајнији налаз, у овој групи, камена розета са људском главом.
У оквиру манастира се налази извор воде.